# Turbinella pyrum
Turbinella pyrum (Linnaeus, 1767) è una specie di molluschi gasteropodi della sottoclasse Caenogastropoda. Con il nome (sinonimo) di Voluta pyrum è la specie tipo del genere Turbinella.

## Descrizione

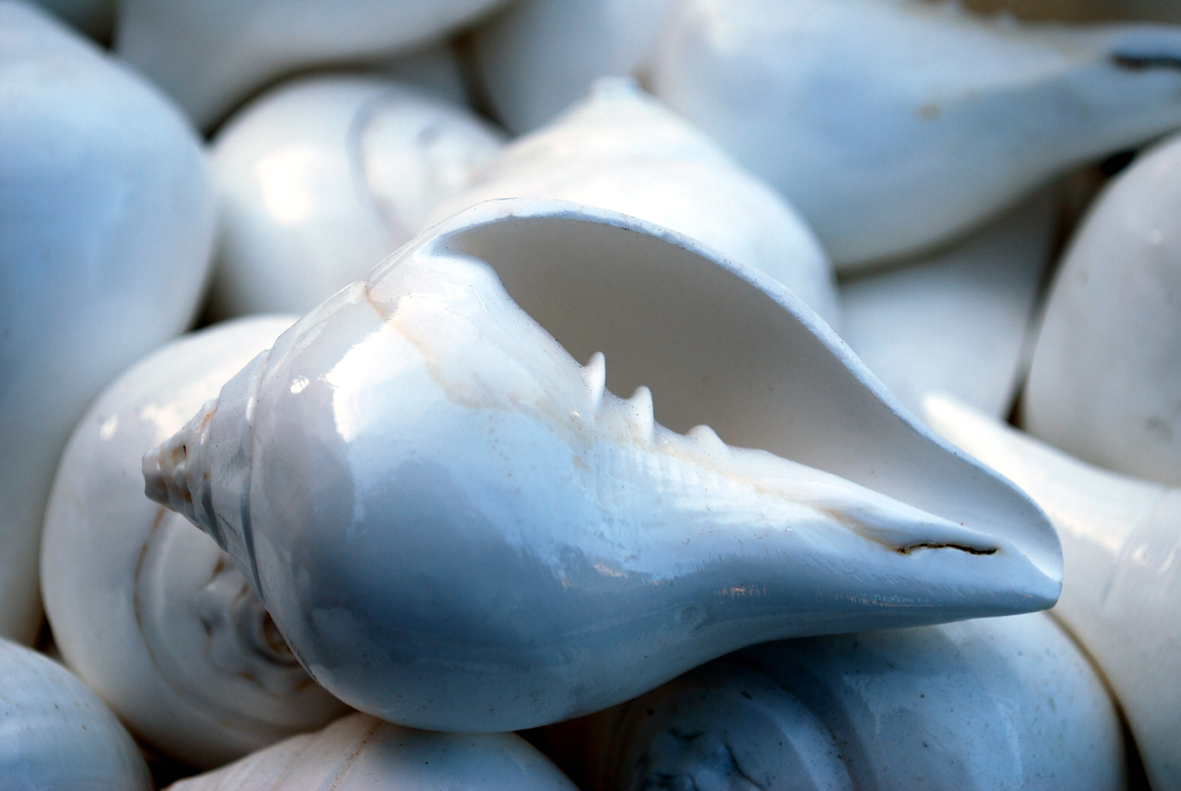
Gusci di Turbinella pyrum

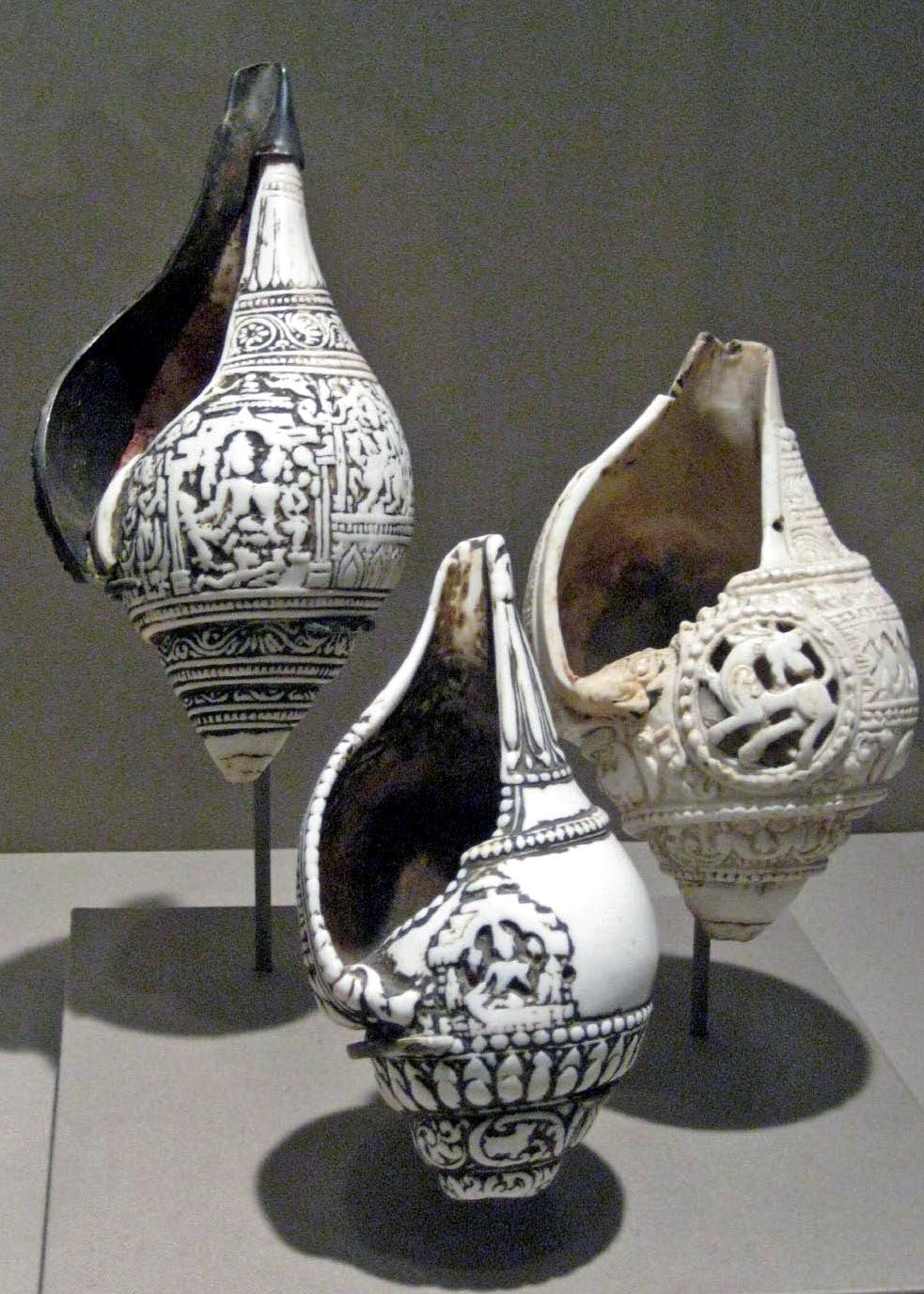
Conchiglie scolpite di Turbinella pyrum

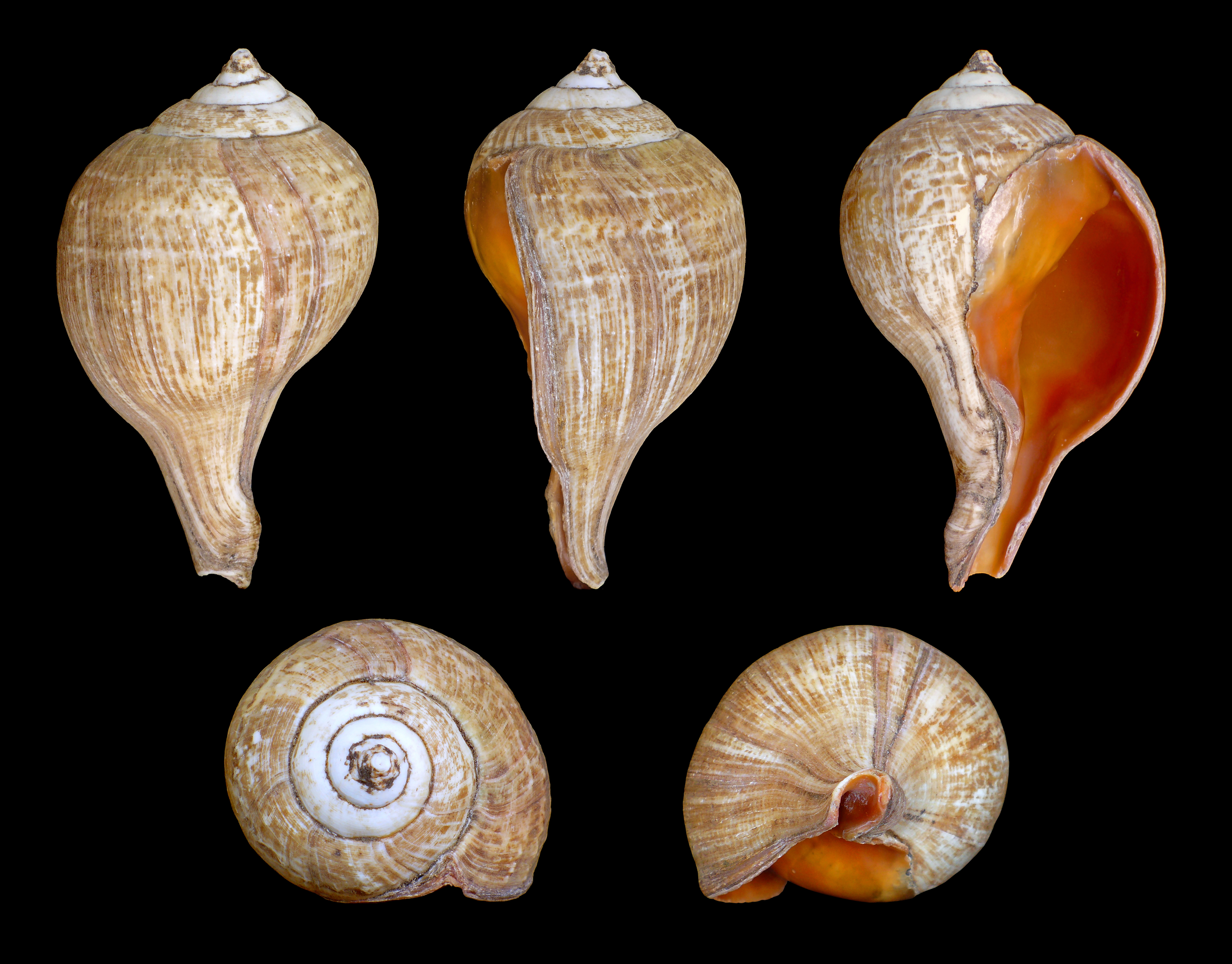
Turbinella pyrum (Sri Lanka)

Le conchiglie di Turbinella pyrum sono relativamente grandi, spesse e pesanti, di forma turbinata con un'alta guglia e un lungo e ampio canale sifonale. Ci sono tre o quattro pieghe trasversali a spaziatura ampia sulla columella lungo il bordo interno dell'apertura. Il guscio dell'adulto vivo è ricoperto da uno periostraco corneo denso e vellutato di colore marrone che dopo la morte si secca, diventa fragile e si stacca facilmente mettendo alla luce una conchiglia colore bianco latte.
Nei gusci delle specie adulte le file di macchie di colore marrone castagno, che sono normalmente molto distinte sulla superficie esterna nell'immaturo, tendono a scomparire e spesso vengono completamente cancellate. Intorno alla bocca, specialmente lungo il bordo interno del labbro, si osserva spesso una tenue tinta rosata nei gusci completamente maturi, mentre occasionalmente l'intera superficie interna della bocca può assumere una colorazione rosso mattone soprattutto nelle conchiglie di certe località.
La specie Turbinella pyrum ha una distribuzione limitata all'Oceano Indiano e in particolare alle coste del sud-est indiano e alle adiacenti coste dello Sri Lanka.
Turbinella pyrum è considerata sacra nella cultura Indù e da essa si ricava uno strumento musicale a fiato, bracciali e altri amuleti. Essa viene riferita in tale cultura con la parola indiana Shankha.
La specie oltre al significato religioso, ha anche una notevole importanza economica. Essa viene pescata da tempo immemorabile principalmente per realizzare pezzi di artigianato e gioielli etnici. Le industrie artigianali di conchiglie e il commercio di conchiglie costituiscono un'attività importante in diverse regioni dell'India, in particolare Tamil Nadu, Bengala occidentale, Gujarat e nelle isole Andamane e Nicobare. In India la cenere del guscio e la carne di questo gasteropode sono usati anche in pratiche medicinali indigene per il trattamento di diverse malattie.

## Tassonomia
Nel tempo sono state definite diverse varianti della specie Turbinella pyrum. In particolare lo studioso britannico James Hornell definì cinque varianti:
- Turbinella pyrum var. obtusa;
- Turbinella pyrum var. acuta;
- Turbinella pyrum var. fusus;
- Turbinella pyrum var. globosa;
- Turbinella pyrum var. comorinensis.

Attualmente tuttavia non vi è un consenso unanime nel riconoscimento di tali varianti e solo la Turbinella pyrum var. acuta Hornell, 1916. è ufficialmente accettata come sinonimo della specie Turbinella rapa.